# Geminus (miniserie televisiva)
Geminus è uno sceneggiato televisivo giallo-rosa del 1969, trasmesso dalla Rai.
Geminus è il nome latino di Giano, una divinità dell'antica Roma.

## Trama
Una sera d'estate a Roma Alberto Piergiorgi, un giovane fotoreporter, vede dalla finestra del suo appartamento due uomini che rubano qualcosa dall'Arco di Giano. Fotografa i ladri e scopre che uno dei due è un uomo di cui i giornali avevano annunciato la morte. Cerca di approfondire la cosa e si fa coinvolgere in una storia misteriosa e complicata, che lo porta ad indagare perfino nei sotterranei di Roma.
Nelle sue indagini Piergiorgi si imbatte in strani personaggi tra cui due donne, "la Giapponese" e "la Vichinga", e deve fare i conti con la gelosia della fidanzata Caterina, le perplessità del commissario e gli intrighi dei malavitosi, salvandosi in maniera rocambolesca da alcuni agguati.